# As Sick As the Secrets Within
«As Sick As the Secrets Within» es una canción de la banda estadounidense Marilyn Manson. Fue lanzada el 2 de agosto de 2024 como el primer sencillo de su próximo duodécimo álbum de estudio One Assassination Under God - Chapter 1, editado en noviembre de 2024. Se lanzó como descarga digital de una sola pista el 2 de agosto de 2024 a través de Nuclear Blast, lo que marca el primer sencillo de la banda en cuatro años. 
Un video musical que lo acompaña, dirigido por Bill Yukich, se lanzó el mismo día. La canción fue un éxito comercial tras su lanzamiento, alcanzando un pico en su carrera en la lista de descargas de sencillos del Reino Unido y entre los diez primeros de varias listas de Billboard.

## Antecedentes
"As Sick as the Secrets Within" es la primera canción que la banda lanzó desde su álbum We Are Chaos (2020). Varios meses después del lanzamiento de ese álbum, varias mujeres acusaron al vocalista de abuso, acusaciones que él ha negado. Tras las acusaciones, la banda fue despedido por su sello discográfico Loma Vista Recordings, la agencia de talentos Creative Artists Agency y su mánager de toda la vida.
El vocalista de la banda dio a conocer por primera vez nueva música el 16 de mayo de 2023, en una imagen que publicó en las redes sociales en la que aparecía cantando frente a un micrófono con la leyenda "Tengo algo para que escuches". Exactamente un año después, se anunció que la banda había firmado un nuevo contrato discográfico con Nuclear Blast, cuando la banda y el sello publicaron un clip de adelanto de un nuevo video musical.

## Composición y estilo
Manson grabó y produjo la canción junto a Tyler Bates. Manson describió la canción como "una mirada personal a mi vida y estoy orgulloso de poder compartir mi arte y mi visión con ustedes".

## Lanzamiento y promoción
La canción se publicó como descarga digital de una sola pista el 2 de agosto de 2024, la misma fecha en que la banda comenzó una gira por estadios con Five Finger Death Punch en América del Norte, con Slaughter to Prevail apareciendo como acto de apertura. Estos fueron los primeros conciertos de Marilyn Manson desde la finalización de su gira de 2019 junto a Rob Zombie, la "Twins of Evil: Hell Never Dies Tour". La gira se intercaló con los propios espectáculos principales de Marilyn Manson, y "As Sick as the Secrets Within" se estrenó en vivo el 3 de agosto en The Fillmore Silver Spring en Maryland, durante su primer espectáculo principal de la gira.

## Video musical
Su video musical se lanzó el 2 de agosto y fue dirigido por el colaborador visual de la banda desde hace mucho tiempo, Bill Yukich. Anteriormente había dirigido videos musicales para las canciones anteriores de la banda "Kill4Me", "Say10" y "Tattooed in Reverse". El vídeo incluye iconografía religiosa, que incluye imágenes de ángeles caídos, la Virgen María y escenas de Manson bebiendo del cáliz sagrado y escribiendo con un cráneo humano a su lado; esta última escena se inspiró en la pintura de Caravaggio de principios del siglo XVII San Jerónimo en meditación. El vídeo también contiene imágenes de cefalópodos y escenas en las que Manson está atrapado dentro de una piel o placenta de tipo cefalópodo y se libera de ella. Estas escenas se inspiraron en el ero guro japonés y el horror lovecraftiano.

## Posicionamiento en lista
| Lista (2024)                                  | Mejor posición |
| --------------------------------------------- | -------------- |
| Reino Unido (UK Download Chart)               | 39             |
| UK Singles Sales (OCC)                        | 42             |
| US Alternative Digital Song Sales (Billboard) | 5              |
| US Hard Rock Digital Song Sales (Billboard)   | 1              |
| US Hot Hard Rock Songs (Billboard)            | 6              |
| US Rock Digital Song Sales (Billboard)        | 7              |